# Гиповитаминоз B1
Клиническая картина В1-дефицита характеризуется повышенной раздражительностью, плохим сном, рассеянностью, забывчивостью, зябкостью, болями в животе, склонностью к рвоте, дискинезии желудка и кишечника, секреторным расстройствам. К числу ранних симптомов недостатка В1 относят изменения языка. Он становится суховатым, тёмно-красного цвета с маловыраженными сосочками. У детей отчётливо выражены изменения со стороны нервной системы: они капризны, быстро утомляются, жалуются на неопределённые боли по ходу нервов. Сухожильные рефлексы снижены. У маленьких детей нередко наблюдается гиперстезия, плаксивость, плохой сон, угасание рефлексов, общая и частичная скованность.
Лабораторно при дефиците витамина В1 уровень тиамина в плазме крови менее 14,8 ммоль/л, в суточной моче менее 100 мкг, уровень пировиноградной кислоты в плазме более 0,114 ммоль/л и суточной моче более 30 мг.
Лечение — препараты витамина В1, лучше парентерально.
На потребность в тиамине существенно влияют степень физической нагрузки, повышенная или пониженная температура окружающей среды; особую группу причин недостаточности тиамина составляют заболевания желудочно-кишечного тракта и печени. Период полувыведения В1 составляет пару недель. При исключении тиамина из рациона питания симптомы недостаточности появляются через 14—21 день.

## Гиповитаминоз В1 у животных
Основной причиной заболевания служит недостаточное поступление витамина с кормами или нарушение синтеза микрофлорой пищеварительного тракта вследствие дисбактериоза. При недостатке витамина В1 в организме нарушается использование глюкозы, понижается образование аденозинтрифосфатазы, возрастает уровень пировиноградной и молочной кислот, что обусловливает развитие ацидоза, расстройство функции нейронов и сопровождается нервно-мышечными и психическими расстройствами.
Патологоанатомические изменения: Павшие во время острого течения болезни животные нормально упитаны, в хронических случаях с признаками истощения и кахексии. При вскрытии их находят гиперемию мозга с симметрично расположенными геморрагическими участками. В основном эти изменения локализуются в сером веществе головного мозга. В паренхиматозных органах гемодинамические нарушения и дистрофические изменения.